# Lotus (альбом)
Lotus — седьмой студийный альбом американской певицы Кристины Агилеры, выпущенный 9 ноября 2012 года на лейбле RCA. Альбом содержит разножанровые композиции: в стиле данс-поп («Your Body», «Make the World Move»), фортепианные баллады («Sing for Me», «Blank Page») и композиции с элементами стиля рок («Army of Me», «Cease Fire»). Первым синглом с альбома стала песня «Your Body»; сингл был издан 17 сентября 2012 года. Альбом дебютировал на 7 месте хит-парада Billboard 200. В международном плане альбом имел средние продажи.

## История создания
Предыдущий альбом Агилеры Bionic (2010) не был столь успешен в продаже, как её предыдущие работы. После его выхода певица успела развестись со своим супругом — продюсером Джорданом Брэтманом, сняться в фильме Бурлеск и стать одним из наставников в американском оригинале шоу Голос; также в 2011 году вышел её дуэт с Maroon 5 — песня «Moves Like Jagger», возглавившая хит-парад Billboard Hot 100. В 2011 году Кристина Агилера приступила к записи нового альбома, объявив, что в нём найдут отражение последние события из её жизни. По мнению певицы, это альбом о свободе и самовыражении; он символизирует её «возрождение».
12 сентября стало известно название альбома — Lotus. Кристина Агилера пояснила, что «Лотос представляет собой несгибаемый цветок, который способен выжить в самых сложных условиях». Было объявлено, что выход альбома намечен на 13 ноября 2012 года под лейблом RCA Records. 5 октября певица презентовала обложку диска. В интервью для журнала Rolling Stone Кристина Агилера заявила, что альбом стал «очень многослойной, прочувствованной записью».
На обложке альбома изображена обнажённая Кристина Агилера выходящая из цветка лотоса. Автором фото и оформления альбома стал фотограф Энрике Бадулеску.
Кристина Агилера пояснила, что она не нацеливалась на создание альбома в каком-то одном конкретном жанре и стиле. В записи нескольких композиций принял участие Alex da Kid, а также Макс Мартин. В альбоме присутствуют композиции в стиле данс-поп («Your Body», «Make the World Move»), фортепианные баллады («Sing for Me», «Blank Page» в соавторстве с Sia) и композиции с элементами рока («Army of Me», «Cease Fire») По мнению Агилеры, песня «Army of Me» представляет собой новую версию её песни «Fighter» 2002 года. В альбом вошли дуэты с коллегами певицы по шоу Голос — Cee Lo Green («Make the World Move») и Блейком Шелтоном («Just a Fool»).

## Реакция критиков
| Оценки критиков      | Оценки критиков |
| Источник             | Оценка          |
| -------------------- | --------------- |
| Allmusic             | [ 1 ]           |
| The A.V. Club        | C               |
| Billboard            | (положительная) |
| The Boston Globe     | (смешанная)     |
| Entertainment Weekly | C-              |
| The Independent      | [ 18 ]          |
| The Observer         | [ 19 ]          |
| The New York Times   | (смешанная)     |
| Slant Magazine       | [ 21 ]          |
| The Washington Post  | (смешанная)     |

Lotus был неоднозначно воспринят в музыкальных изданиях. На Metacritic он получил 56 баллов из 100. Издание The Boston Globe дало хорошую оценку вокалу Кристины Агилеры, но, по мнению рецензента, некоторые песни звучат однообразно и бесцельно. В отзыве журнала Q альбом назван «посредственным» и «ничем не выдающимся». В рецензии от The A.V. Club Lotus подвергся критике за «отсутствие риска», слишком лёгкое звучание в угоду популярным трендам. Рецензент издания Entertainment Weekly отметил отсутствие оригинальности в композициях, чрезмерную обработку вокала и «отсутствие эмоций». Slant Magazine также охарактеризовал диск как «не выдающийся». В обзоре The New York Times отмечается неудачная как музыкальная так и лирическая составляющие альбома. Журнал Rolling Stone также опубликовал негативный отзыв об альбоме, где ему был присвоен рейтинг 2,5 балла из 5.
Положительная оценка альбома была дана в отзыве от Allmusic, где он был назван «сильным поп-альбомом». Издание The Independent положительно отозвалось о треках с диска в стиле электро-поп. Хорошая оценка текстов песен была дана в рецензии от The Observer. В отзыве Exclaim! дана негативная оценка «пафосным поп-гимнам» с альбома, но отмечена «честность и ранимость», показанная в лирике. Hot Press отметил, что Lotus — это прогресс по сравнению с предыдущим диском Bionic, а песни с него соответствуют современным музыкальным тенденциям.

## Коммерческий успех альбома
В американском хит-параде Billboard 200 альбом дебютировал под седьмым номером, в первую неделю было продано 73 408 экземпляров, что приблизительно на 40 000 экземпляров меньше по сравнению с предыдущим альбомом Агилеры Bionic (2010). В Канаде диск также закрепился на седьмой позиции и ему вскоре был присвоен золотой статус. В британском чарте Lotus дебютировал на 28-й строчке с продажами 9 422 экземпляров в первую неделю, став наименее коммерчески успешным альбомом Агилеры в Великобритании. В чартах других стран пластинка попала в первую двадцатку или тридцатку. По данным Nielsen SoundScan, по состоянию на август 2019 года в США было продано свыше 303 000 экземпляров диска; ему также присвоен золотой статус за 500 000 проданных альбомных единиц.

## Список композиций
| №                   | Название                                   | Автор(ы)                                                                                | Продюсер (ы)                  | Длительность |
| ------------------- | ------------------------------------------ | --------------------------------------------------------------------------------------- | ----------------------------- | ------------ |
| 1.                  | «Lotus Intro»                              | Кристина Агилера, Dwayne Abernathy, Candice Pillay, Alexander Grant                     | Alex da Kid, Dem Jointz       | 3:18         |
| 2.                  | «Army of Me»                               | Агилера, Jamie Hartman, David Glass, Phil Bentley                                       | Tracklacers, Hartman          | 3:27         |
| 3.                  | «Red Hot Kinda Love»                       | Агилера, Lucas Secon, Olivia Waithe                                                     | Secon                         | 3:06         |
| 4.                  | «Make the World Move» (feat. Cee Lo Green) | Grant, Mike Del Rio, Pillay, Jayson DeZuzio, Abernathy, Armando Trovajoli               | Alex da Kid, Del Rio, DeZuzio | 3:00         |
| 5.                  | «Your Body»                                | Max Martin, Shellback, Savan Kotecha, Tiffany Amber                                     | Martin, Shellback             | 4:00         |
| 6.                  | «Let There Be Love»                        | Martin, Shellback, Kotecha, Bonnie McKee, Oliver Goldstein, Oscar Holter, Jakke Erixson | Martin, Shellback             | 3:22         |
| 7.                  | «Sing for Me»                              | Агилера, Aeon Manahan, Ginny Blackmore                                                  | Manahan                       | 4:01         |
| 8.                  | «Blank Page»                               | Агилера, Chris Braide, Sia Furler                                                       | Braide                        | 4:05         |
| 9.                  | «Cease Fire»                               | Агилера, Grant, Pillay                                                                  | Alex da Kid                   | 4:08         |
| 10.                 | «Around the World»                         | Агилера, Dwayne Chin-Quee, Jason Gilbert, Ali Tamposi                                   | Supa Dups, Gilbert            | 3:25         |
| 11.                 | «Circles»                                  | Агилера, Grant, Pillay, Abernathy                                                       | Alex da Kid                   | 3:26         |
| 12.                 | «Best of Me»                               | Агилера, Grant, Pillay, DeZuzio                                                         | Alex da Kid, DeZuzio          | 4:08         |
| 13.                 | «Just a Fool» (feat. Blake Shelton)        | Steve Robson, Claude Kelly, Wayne Hector                                                | Robson                        | 4:14         |
| Общая длительность: | Общая длительность:                        | Общая длительность:                                                                     | Общая длительность:           | 47:30        |

| №                   | Название                          | Автор(ы)                                                 | Producer(s)               | Длительность |
| ------------------- | --------------------------------- | -------------------------------------------------------- | ------------------------- | ------------ |
| 14.                 | «Light Up the Sky»                | Агилера, Grant, Pillay                                   | Alex da Kid               | 3:31         |
| 15.                 | «Empty Words»                     | Агилера, Busbee, Nikki Flores, Tamposi                   | Busbee                    | 3:47         |
| 16.                 | «Shut Up»                         | Агилера, Grant, Pillay, Del Rio, Abernathy, Nate Campany | Alex da Kid               | 2:53         |
| 17.                 | «Your Body» (Martin Garrix Remix) | Martin, Shellback, Kotecha, Amber                        | Martin, Shellback, Garrix | 5:12         |
| Общая длительность: | Общая длительность:               | Общая длительность:                                      | Общая длительность:       | 62:51        |

## Чарты
| Чарт (2012)                     | Место |
| ------------------------------- | ----- |
| Australian Albums Chart         | 19    |
| Austrian Albums Chart           | 13    |
| Belgian Albums Chart (Flanders) | 26    |
| Belgian Albums Chart (Wallonia) | 42    |
| Canadian Albums Chart           | 7     |
| Czech Albums Chart              | 16    |
| Danish Albums Chart             | 23    |
| Dutch Albums Chart              | 12    |
| French Albums Chart             | 50    |
| German Albums Chart             | 13    |
| Greek Albums Chart              | 14    |
| Hungarian Albums Chart          | 17    |
| Irish Albums Chart              | 29    |
| Italian Albums Chart            | 12    |
| Japanese Albums Chart           | 29    |
| Korean Albums Chart             | 4     |
| Mexican Top 20 English          | 6     |
| New Zealand Albums Chart        | 29    |
| Norwegian Albums Chart          | 25    |
| Portuguese Albums Chart         | 23    |
| Russian Albums Chart            | 6     |
| Scottish Albums Chart           | 33    |
| Spanish Albums Chart            | 13    |
| Swedish Albums Chart            | 39    |
| Swiss Albums Chart              | 10    |
| Taiwanese Albums Chart          | 14    |
| UK Albums Chart                 | 28    |
| US Billboard 200                | 7     |

## Хронология релиза
| Страна         | Дата           | Формат               | Тип издания      | Лейбл       |
| -------------- | -------------- | -------------------- | ---------------- | ----------- |
| Австрия        | 9 ноября 2012  | CD, digital download | Standard, deluxe | Sony Music  |
| Германия       | 9 ноября 2012  | CD, digital download | Standard, deluxe | Sony Music  |
| Швейцария      | 9 ноября 2012  | CD, digital download | Standard, deluxe | Sony Music  |
| Великобритания | 12 ноября 2012 | CD, digital download | Deluxe           | RCA Records |
| Бразилия       | 13 ноября 2012 | CD, digital download | Standard, deluxe | Sony Music  |
| США            | 13 ноября 2012 | CD, digital download | Standard, deluxe | RCA Records |
| Великобритания | 13 ноября 2012 | CD, digital download | Standard         | RCA Records |
| Япония         | 14 ноября 2012 | Digital download     | Standard         | RCA Records |
| Швеция         | 14 ноября 2012 | CD, digital download | Deluxe           | Sony Music  |
| Мексика        | 15 ноября 2012 | CD, digital download | Deluxe           | Sony Music  |
| Австралия      | 16 ноября 2012 | CD, digital download | Deluxe           | Sony Music  |
| Новая Зеландия | 16 ноября 2012 | CD, digital download | Deluxe           | Sony Music  |